# 萊夫基夫卡 (丘胡伊夫區)
49°43′14″N 36°20′34″E / 49.72056°N 36.34278°E
萊夫基夫卡（烏克蘭語：Левківка）是位於烏克蘭東部的村莊，由哈爾科夫州丘胡伊夫区的茲米伊夫市鎮負責管轄。該村始建於1640年，面積0.61平方公里，海拔高度97米，2001年人口663，人口密度每平方公里1,081.6人。